# Mani, Burkina Faso
Mani là một tổng thuộc  Gnagna (tỉnh) ở phía bắc  Burkina Faso. Thủ phủ là thị xã Manni. Dân số năm 2006 là 68.293 người..

## Các thị xã và làng xã
Balemba, Bangaye, Bantouankpéba, Barhiaga, Bombonyenga, Boudangou, Boulyendé, Boungou-Folgou, Boungou-Natimsa, Bourgou, Dabesma, Dakiri, Dassari, Dayédé, Gongorgou, Gori, Kamissi, Kankantchiaga, Karamama, Koadaba, Komboassi, Komona, Koulfo, Kouriga, Lahama, Lampiadi, Lanyabidi, Liougou, Lipaka, Loagré, Madori, Malioma, Margou, Mopienga, Nagbingou, Nakouri, Obadé, Obdaga, Pognamadéni, Pougdiari, Samboandi, Siédougou, Tambidi, Tambifoagou, Toabré, Tomonga, Turmaye, Yarba e Yarba-Lampiadi.